# Миофибробласт

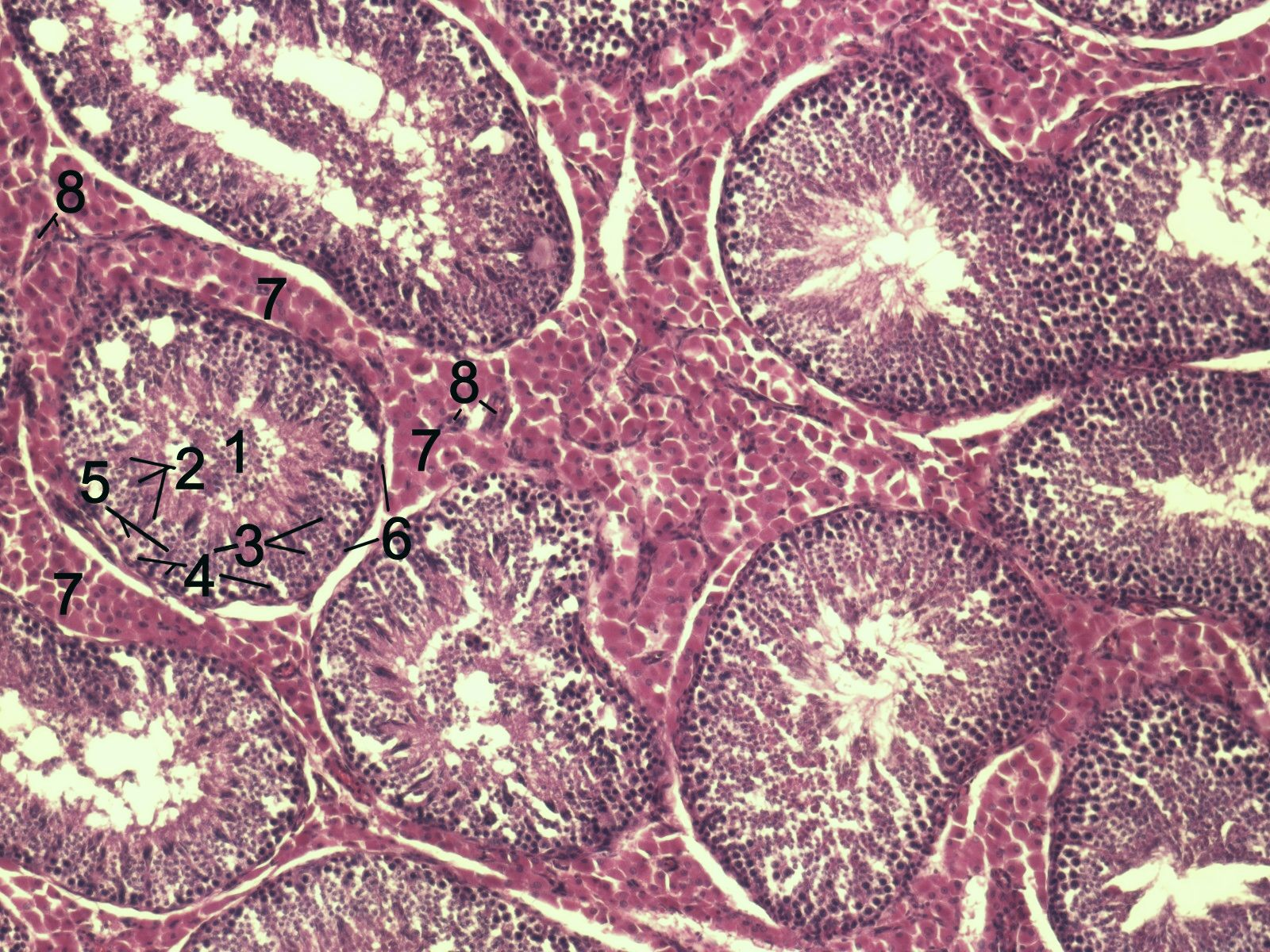
Гистологическое сечение паренхимы яичек кабана. Миофибробласты отмечены цифрой 6.

Миофибробласт — клетка, одновременно напоминающая фибробласт и клетку гладкой мускулатуры. Описано несколько путей образования миофибробластов: как из клеток-предшественников и звездчатых клеток (печени и поджелудочной железы), так и из фибробластов и клеток мускулатуры.
При повреждении соединительной ткани фибробласты играют роль в заживлении, осуществляя стягивание раны.